# Englerophytum laurentii
Englerophytum laurentii là một loài thực vật có hoa trong họ Hồng xiêm. Loài này được (De Wild.) ined. mô tả khoa học đầu tiên.